# تشارلز بوربي
تشارلز بوربي هو فلاح وسياسي كندي، ولد في 18 يونيو 1817 فينيو برونزويك في كندا، وتوفي بنفس المكان في 29 نوفمبر 1909. نشط حزبياً في الحزب الليبرالي الكندي. وقد انتخب عضو مجلس الشيوخ الكندي ‏ (1 فبراير 1900 – 19 يوليو 1900) وانتخب عضو مجلس العموم الكندي (7 أغسطس 1867 – 22 فبراير 1887).